# Битва у острова Мас-а-Тьерра
Бой у острова Мас-а-Тьерра (англ. Battle of Más a Tierra) — бой, произошедший 14 марта 1915 года у чилийского острова Мас-а-Тьерра в ходе Первой мировой войны между британской эскадрой и германским бронепалубным крейсером «Дрезден». Германский крейсер, последний оставшийся в строю корабль германской восточноазиатской эскадры, был блокирован и уничтожен в бухте Камберленд.

## Ход событий
Избежав уничтожения в битве у Фолклендских островов «Дрезден» и несколько вспомогательных кораблей затерялись на просторах Тихого океана. Немцы надеялись вести рейдерские операции против кораблей Антанты. Эти действия лишь ненамного затруднили судоходство в районе, но всё же представляли проблему для британцев, вынужденных задействовать ресурсы для поимки крейсера. 8 марта запасы корабля стали подходить к концу, крейсер нуждался в ремонте. Капитан «Дрездена» решил спрятать свой корабль и попытаться погрузить уголь в бухте Камберленд острова Мас-а-Тьерра, принадлежащему нейтральному государству Чили. Капитан Людекке решил бункероваться в нейтральном порту, а не в море, поскольку надеялся интернироваться и спасти корабль в случае обнаружения вражескими кораблями.
Британские силы активно искали германский крейсер, им удалось перехватить несколько сообщений по беспроволочной связи между германскими кораблями. Хотя британцы располагали копиями захваченных германских книг с кодами шифров всё равно требовался ключ, который менялся время от времени. Тем не менее, Чарльзу Стюарту, офицеру сигнальщиков удалось расшифровать сообщение с «Дрездена» для угольщика о встрече у островов Хуан-Фернандес 9 марта. Эскадра из крейсеров «Кент», «Глазго» и вспомогательного крейсера «Орама» направились к острову Мас-а-Тьерра, так как германские моряки хотели провести соревнование по футболу на берегу. Британцы обнаружили «Дрезден» в бухте Камберленд, 14 марта блокировали его и вызвали на бой.
«Глазго» открыл огонь по «Дрездену», повредил и поджёг корабль. Некоторое время «Дрезден» вёл ответный огонь, но капитан оценил ситуацию как безвыходную, поскольку британцы значительно превосходили в силах и артиллерийской мощи, крейсер застрял в заливе с пустыми угольными бункерами и изношенными машинами. Капитан Людекке отдал приказ покинуть корабль и затопить его. Команда «Дрездена» отправилась на шлюпках к берегам острова, где они оказались бы в безопасности, так как он принадлежал нейтральной державе. Британцы продолжали обстреливать крейсер и уходящие шлюпки, пока «Дрезден» не взорвался. Неизвестно, стало ли это результатом огня британцев или подрыва зарядов, установленных самими немцами. После гибели корабля британский командир приказал захватить всех выживших с «Дрездена». Немцы потеряли троих убитыми и 15 человек ранеными. Британцы не понесли потерь.
«Дрезден» был последним кораблём уничтоженной Германской Восточно-Азиатской эскадры, все её корабли были потоплены или интернировались. В Тихом океане остались только несколько изолированных рейдеров, такие как «Зееадлер» и «Вольф». Поскольку остров Мас-а-Тьерра принадлежал Чили, германское консульство в Чили протестовало против нарушения британцами международных законов — атаки вражеского корабля в нейтральных водах. Раненые германские моряки были отвезены в г. Вальпараисо для лечения, один из них впоследствии умер от ран. 315 моряков с крейсера интернировались в Чили до конца войны. После войны, не пожелавшие остаться в Чили, были репатриированы в Германию. Один из членов экипажа лейтенант Вильгельм Канарис, позже ставший адмиралом и главой абвера, бежал в августе 1915 года и смог вернуться в Германию, где вернулся к активной службе на флоте.